# Club Deportivo Boiro
El Club Deportivo Boiro es un club de fútbol español del municipio de Boiro (Galicia), de la comarca del Barbanza, en la provincia de La Coruña. Fue fundado en 1966 y disputa sus partidos como local en el campo municipal de Barraña, con una capacidad para 1.400 espectadores. En la campaña 2016/2017 jugó por primera vez en la Segunda B. Actualmente milita en la Preferente Galicia.

## Historia
El club fue fundado en 1966, y disputó numerosas temporadas en las categorías regionales. En la temporada 1980/1981, ascendería por primera vez a la Tercera División de España por primera vez, aunque nueve temporadas después volvería a descender. 
En la temporada 2012/2013, volvería a la Tercera División desde Regional Preferente. La temporada siguiente quedaría en tercera posición disputando el Play off de ascenso a Segunda División B, siendo derrotado por el Náxara Club Deportivo. 
En la temporada 2015/2016 haría historia al quedar campeón de la Tercera División del grupo gallego. En el playoff, lograría el ascenso a la Segunda División B por primera vez en su historia al derrotar en la eliminatoria de campeones al Caudal Deportivo.
En su debut en Segunda División B logró la permanencia. Sin embargo, fue descendido administrativamente a Tercera División tras no poder afrontar las deudas que contraía con sus jugadores.

## Uniforme
Para la temporada 2015/2016, las equipaciones son firma de la marca italiana Legea. Tiene el patrocinio del Concello de Boiro.
- Equipación Local: camiseta, pantalón y medias blancas.
- Equipación Visitante: camiseta azul claro, pantalón blanco y medias azul claro.

## Estadio
El Club Deportivo Boiro disputa sus partidos como local en el Campo Municipal de Barraña, de césped natural, pose una capacidad de 1.400 espectadores con una tribuna principal. Se sitúa en la Avenida de Barraña, nº71. El club también utiliza las Instalaciones de Vista Alegre, con dos campos de hierba artificial, utilizados por las categorías inferiores.
El Campo Municipal de Barraña tiene unas dimensiones de 105,25 de largo y 65,60 de ancho.

## Datos del club
- Temporadas en 1.ª: 0
- Temporadas en 2.ª: 0
- Temporadas en 2ªB: 1
- Temporadas en 3.ª: 13
- Mejor puesto en la liga: 14.º (2.ªB, temporada 2016/17)
- Participaciones en la Copa del Rey: 1
- Mejor puesto en la Copa del Rey: 1.ª ronda (2016/17)

| Temporada | Nivel | Categoría    | Puesto |
| --------- | ----- | ------------ | ------ |
| 1967/68   | 5     | 1.ª Comarcal | 2.º    |
| 1968/69   | 5     | 1.ª Comarcal | 2.º    |
| 1969/70   | 5     | 1.ª Comarcal | 4.º    |
| 1970/71   | 5     | 1.ª Comarcal | 5.º    |
| 1971/72   | 5     | 1.ª Comarcal | 3.º    |
| 1972/73   | 5     | 1.ª Comarcal | 1.º    |
| 1973/74   | 5     | 1.ª Comarcal | 2.º    |
| 1974/75   | 5     | 1.ª Comarcal | 5.º    |
| 1975/76   | 5     | 1.ª Comarcal | 1.º    |
| 1976/77   | 5     | 1.ª Comarcal | 1.º    |
| 1977/78   | 5     | Serie A      | 3.º    |
| 1978/79   | 5     | Preferente   | 3.º    |
| 1979/80   | 5     | Preferente   | 4.º    |
| 1980/81   | 4     | 3.ª          | 20.º   |
| 1981/82   | 5     | Preferente   | 7.º    |
| 1982/83   | 5     | Preferente   | 4.º    |
| 1983/84   | 5     | Preferente   | 1.º    |
| 1984/85   | 4     | 3.ª          | 9.º    |

| Temporada | Nivel | Categoría      | Puesto |
| --------- | ----- | -------------- | ------ |
| 1985/86   | 4     | 3.ª            | 11.º   |
| 1986/87   | 4     | 3.ª            | 18.º   |
| 1987/88   | 4     | 3.ª            | 10.º   |
| 1988/89   | 4     | 3.ª            | 10.º   |
| 1989/90   | 4     | 3.ª            | 15.º   |
| 1990/91   | 4     | 3.ª            | 20.º   |
| 1991/92   | 5     | Preferente     | 5.º    |
| 1992/93   | 5     | Preferente     | 20.º   |
| 1993/94   | 6     | 1.ª Autonómica | 6.º    |
| 1994/95   | 6     | 1.ª Autonómica | 6.º    |
| 1995/96   | 6     | 1.ª Autonómica | 11.º   |
| 1996/97   | 6     | 1.ª Autonómica | 3.º    |
| 1997/98   | 6     | 1.ª Autonómica | 2.º    |
| 1998/99   | 5     | Preferente     | 3.º    |
| 1999/00   | 5     | Preferente     | 12.º   |
| 2000/01   | 5     | Preferente     | 9.º    |
| 2001/02   | 5     | Preferente     | 10.º   |
| 2002/03   | 5     | Preferente     | 2.º    |

| Temporada | Nivel | Categoría  | Puesto | Copa del Rey |
| --------- | ----- | ---------- | ------ | ------------ |
| 2003/04   | 5     | Preferente | 7.º    |              |
| 2004/05   | 5     | Preferente | 13.º   |              |
| 2005/06   | 5     | Preferente | 5.º    |              |
| 2006/07   | 5     | Preferente | 5.º    |              |
| 2007/08   | 5     | Preferente | 8.º    |              |
| 2008/09   | 5     | Preferente | 10.º   |              |
| 2009/10   | 5     | Preferente | 7.º    |              |
| 2010/11   | 5     | Preferente | 3.º    |              |
| 2011/12   | 5     | Preferente | 3.º    |              |
| 2012/13   | 5     | Preferente | 1.º    |              |
| 2013/14   | 4     | 3.ª        | 3.º    |              |
| 2014/15   | 4     | 3.ª        | 15.º   |              |
| 2015/16   | 4     | 3.ª        | 1.º    |              |
| 2016/17   | 3     | 2.ªB       | 14.º   | 1.ª ronda    |
| 2017/18   | 4     | 3.ª        | 10.º   |              |
| 2018/19   | 4     | 3.ª        | 19.º   |              |
| 2019/20   | 5     | Preferente | 3.º    |              |
| 2020/21   | 5     | Preferente |        |              |